# 424
424 (CDXXIV) fue un año bisiesto comenzado en martes del calendario juliano, en vigor en aquella fecha.
En el Imperio romano, el año fue nombrado el del consulado de Castino y Víctor, o menos comúnmente, como el 1177 Ab urbe condita, adquiriendo su denominación como 424 a principios de la Edad Media, al establecerse el anno Domini.

## Acontecimientos
- 23 de octubre: Valentiniano III, hijo de Gala Placidia exiliado en Constantinopla, es proclamado César, y se enfrenta al usurpador Juan.
- Rugila, rey de los hunos, traslada su asentamiento a la región del Tisza.
- Los hunos someten a los gépidos.
- Tratado de paz entre Rugila y el Imperio romano de Oriente, a cambio del pago de un tributo anual de 350 libras de oro a los hunos.
- Sínodo en Ctesifonte, en el que se otorga al representante del patriarca de Antioquía la potestad de resolver problemas teológicos, con lo que se inicia la independencia de esta Iglesia del estado Sasánida.

## Fallecimientos
- Shao de Liu Song - Emperador de China.